# اریک مک‌کورمک
اریک مک‌کورمک (انگلیسی: Eric McCormack؛ زادهٔ ۱۸ آوریل ۱۹۶۳) یک هنرپیشه اهل ایالات متحده آمریکا است. وی از سال ۱۹۸۶ میلادی تاکنون مشغول فعالیت بوده‌است.
از فیلم‌ها یا برنامه‌های تلویزیونی که وی در آن نقش داشته‌است می‌توان به ویل و گریس، من یکی و تنها و بازی در سریال ادراک یا ادراک که از شبکه TNT آمریکا پخش شد اشاره کرد.